# Ivan Mykolaïtchouk
Ivan Vasylyovych Mykolaïtchouk (en ukrainien : Іван Васильович Миколайчук) est un acteur, producteur et scénariste soviétique d'origine ukrainienne.
Il est surtout connu pour avoir interprété le Houtsoule Ivan dans Les Chevaux de feu (Тіні забутих предків, 1964), basé sur le livre de Mykhaïlo Kotsioubynsky. Il reçut le prix Komsomol d'Ukraine en 1967, et le titre d'artiste méritant de la RSS d'Ukraine en 1968, et c'est à titre posthume qu'il obtint le prix national Taras-Chevtchenko.

## Biographie
Ivan Mykolaïtchouk est né dans le village de Tchortoria en Ukraine occidentale pendant la Seconde Guerre mondiale dans une famille de paysans. Il fut diplômé d'un lycée du village voisin de Brusnytsia. En 1957, il termina le Collège de musique de Tchernivtsi et en 1961, il fut diplômé de l'école du théâtre Olha-Kobylianska de Tchernivtsi. Le 29 août 1962, il épousa une actrice de théâtre (qui deviendra plus tard l'artiste du peuple de l'Ukraine), Maria Karpiouk (uk).
En 1963-65, il étudia à l'université nationale de théâtre, de cinéma et de télévision Karpenko-Kary (où il eut comme professeur Victor Ivtchenko (en)). Au cours de ces années, il fit ses débuts dans le film de Léonide Ossyka 'La Croix de pierre.
Ses films étaient souvent controversés et supprimés par les autorités soviétiques, et parfois interdits de projection par le KGB. En raison des incidents survenus avec le film de Parajanov, Les Chevaux de feu, Mykolaïtchouk fut banni de l'industrie cinématographique pendant cinq ans par les autorités du parti, car il était considéré comme trop nationaliste et d'une idéologie hostile. Le film, qui avait reçu le prix d'or du 7e festival international du film de Moscou en 1971, fut perçu presque comme une attaque hostile par les forces nationalistes.
En 1979, avec l'aide de Volodymyr Ivashko, qui travaillait en tant que secrétaire du travail idéologique au sein du Comité régional de Kharkiv du Parti communiste d'Ukraine, Mykolaïtchouk obtint la permission de participer au film Babylonne XX.
Mykolaïtchouk est mort en août 1987 à l'âge de 46 ans. Sa maison à Tchortoria, oblast de Tchernivtsi, a depuis été transformée en musée. Il a laissé un héritage durable au cinéma ukrainien. Beaucoup le considèrent comme le plus grand acteur de l'histoire de la cinématographie ukrainienne. Il a également inspiré d'autres artistes, acteurs, chanteurs et écrivains ukrainiens qui étaient à la recherche de leur identité ukrainienne à l'époque soviétique.

## Galerie

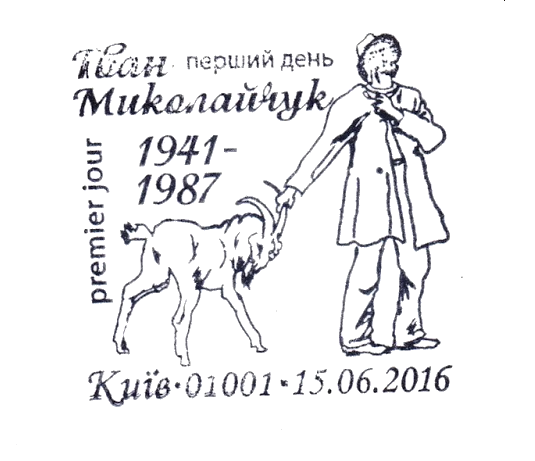
Tampon premier jour inspiré d'une scène du film Babylone XX
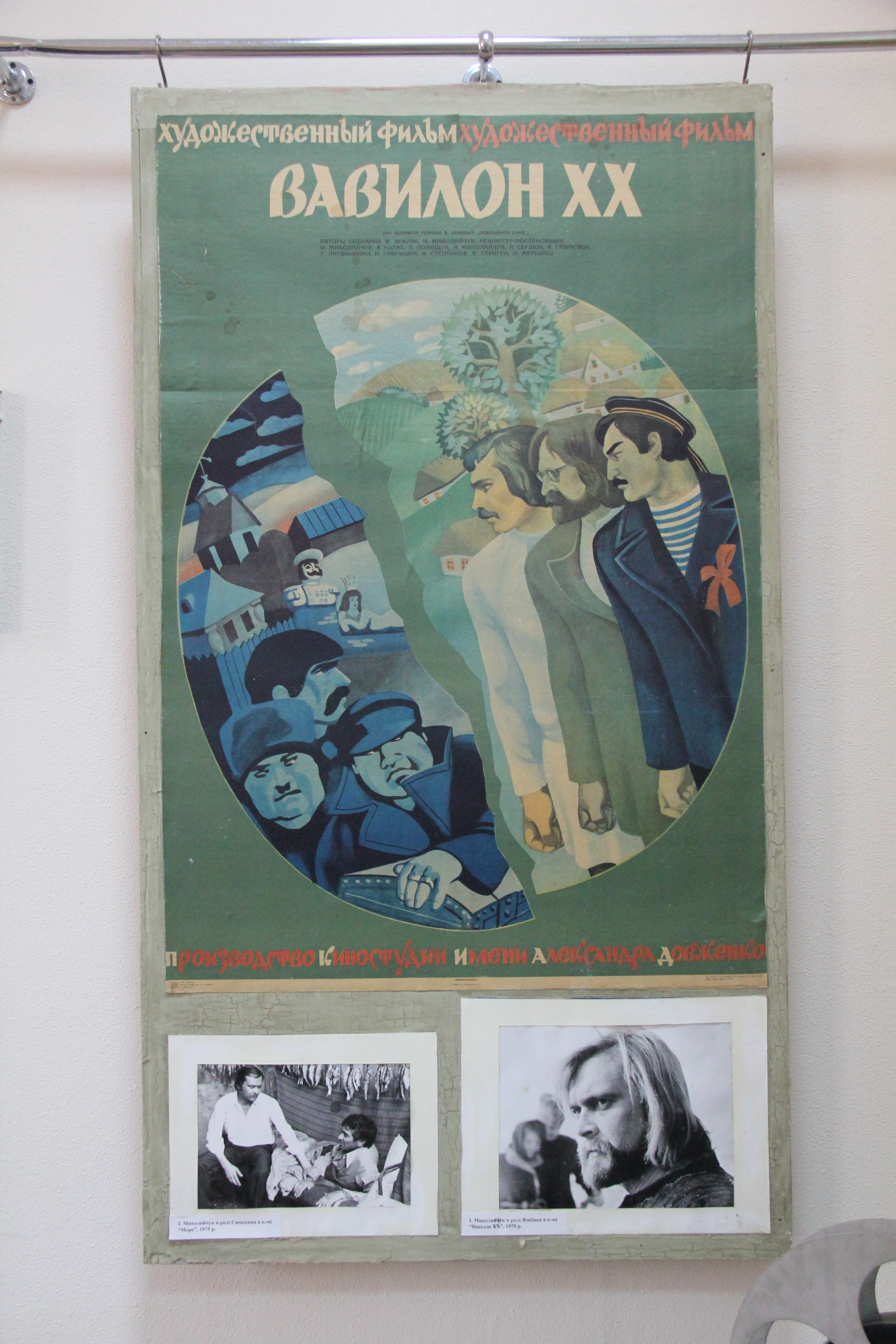
Une exposition spéciale du musée régional de Tchernivtsi consacrée au 75e anniversaire d'Ivan Mykolaïtchouk
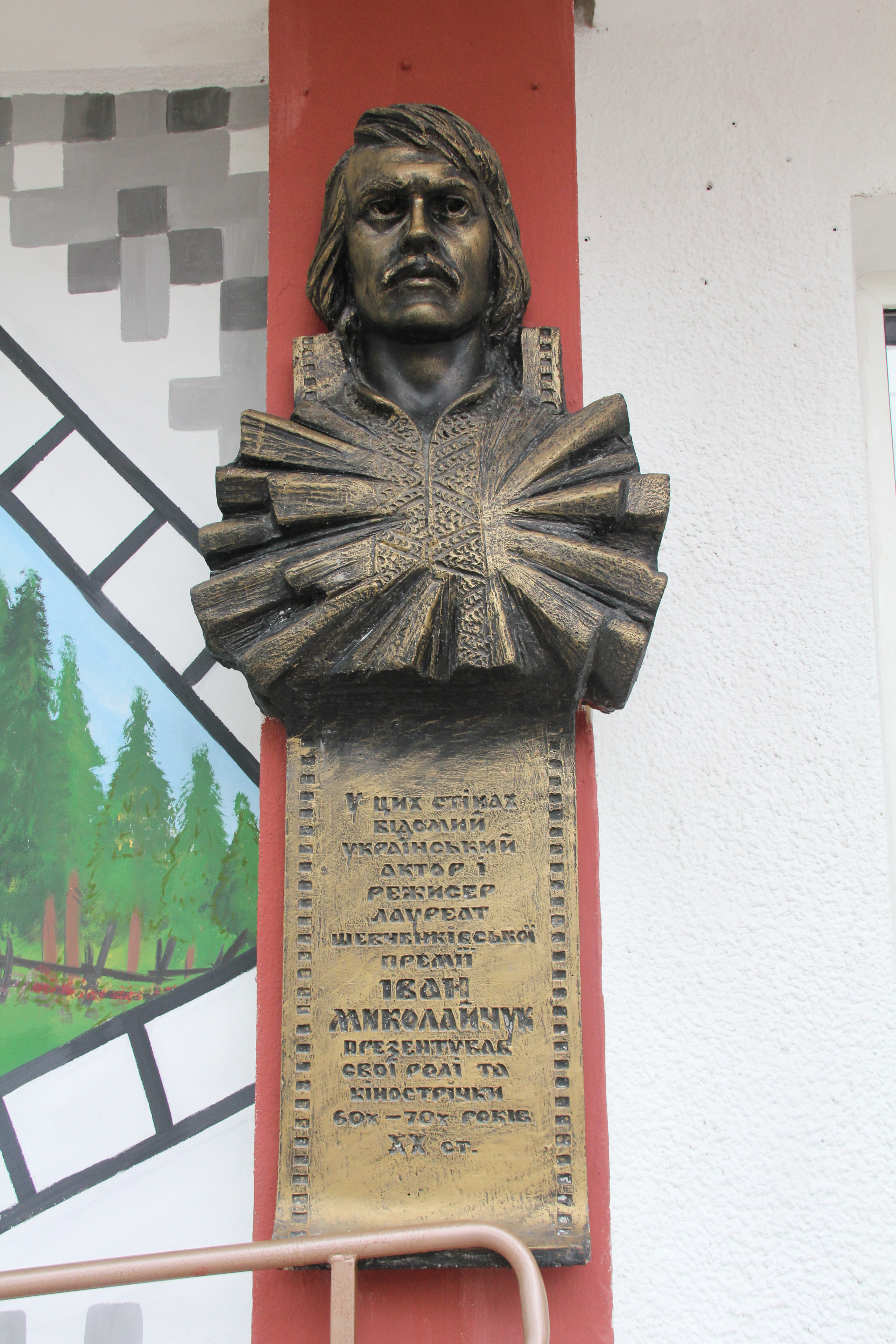
Plaque commémorative en l'honneurd'Ivan Mykolaïtchouk sur le bâtiment du cinéma Chevtchenko à Vyzhnytsia.
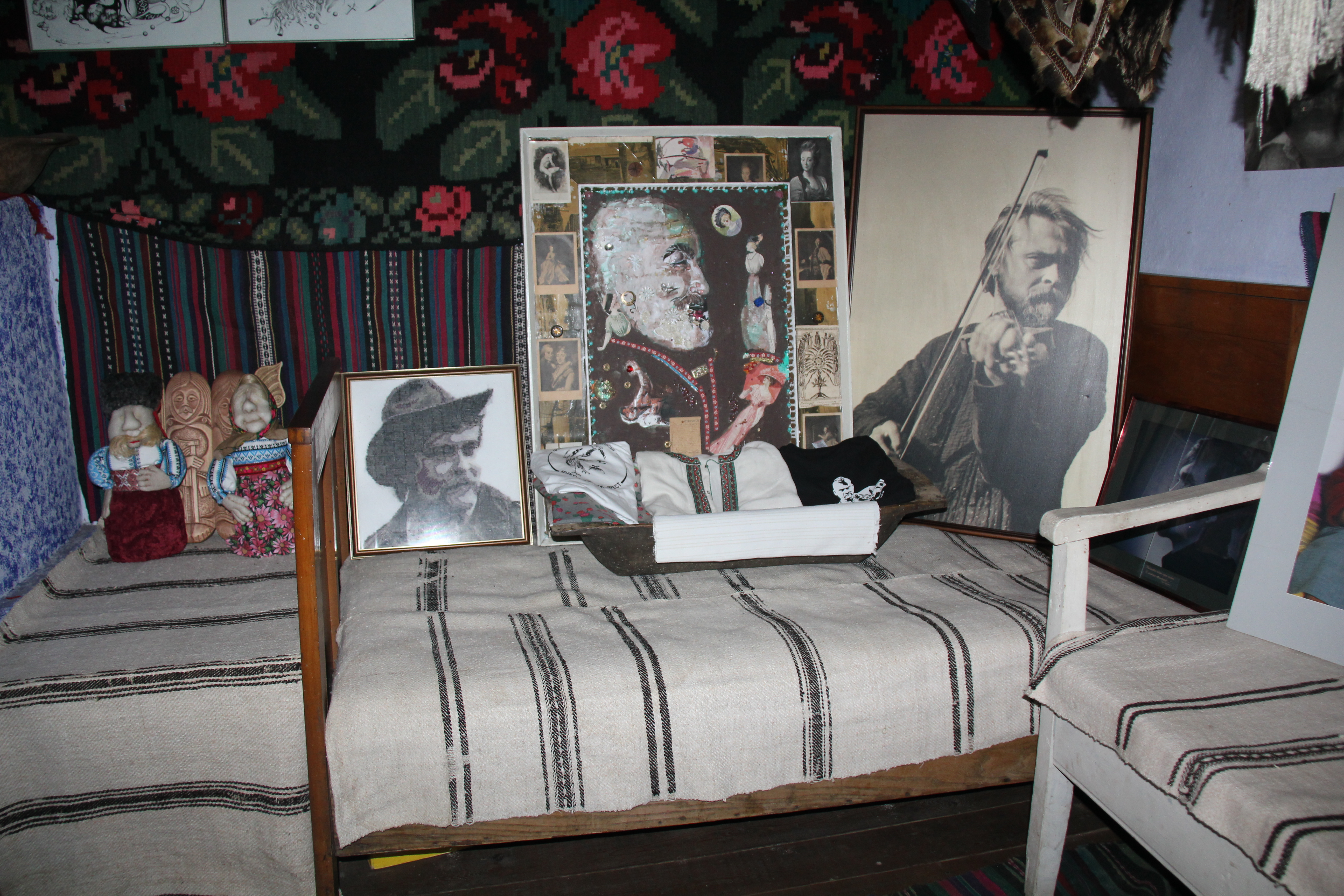
Maison-musée d'Ivan Mykolaïtchouk (uk) dans le village de Tchortoria
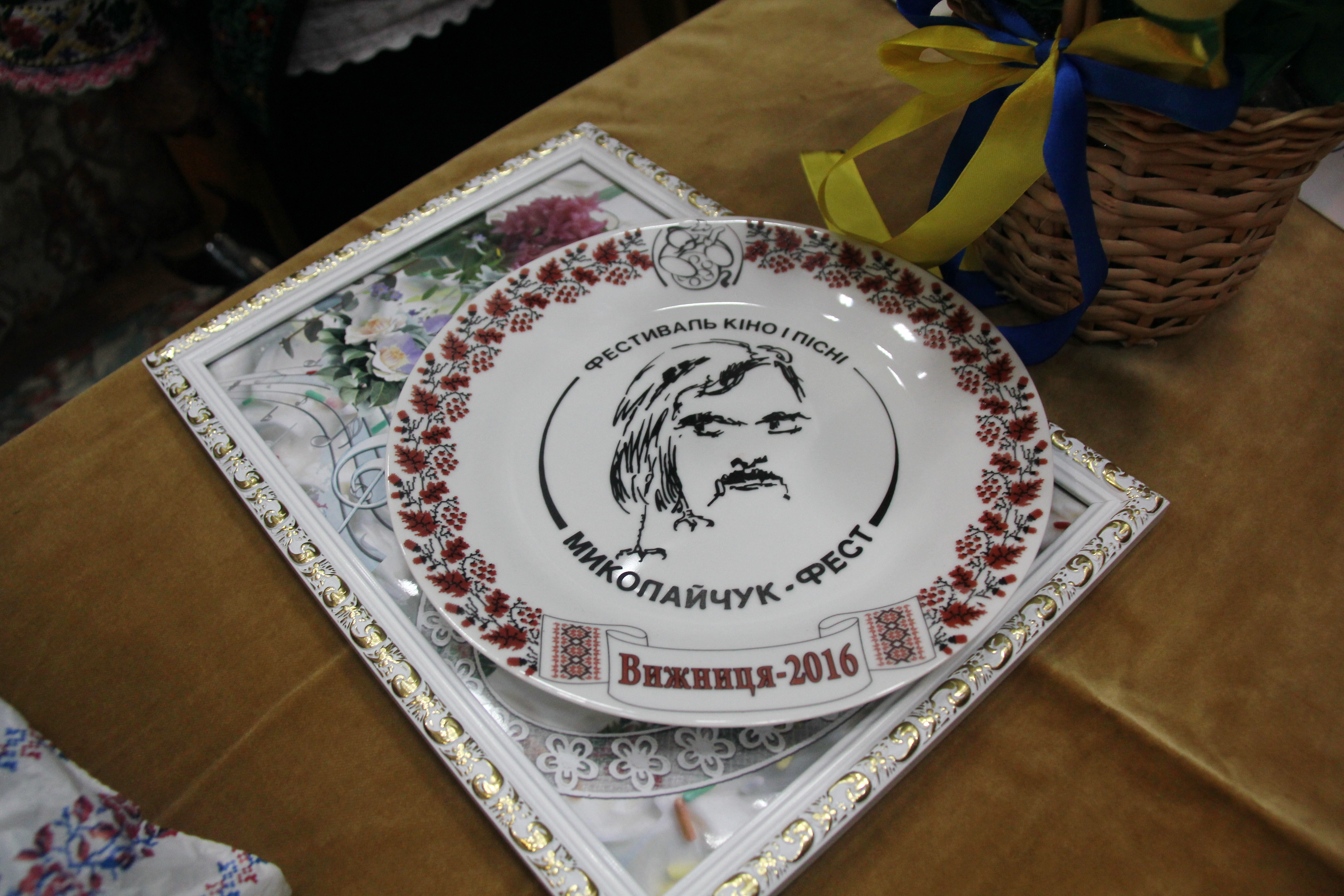
Le Festival Mykolaïtchouk (uk)

## Filmographie
- 1965 : Les Chevaux de feu de Sergueï Paradjanov
- 1968 : La Croix de pierre de Léonide Ossyka
- 1972 : Lettre perdue de Boris Ivtchenko
- 1979 : Babylone XX de lui-même